# Piszirisz
Piszirisz (hettita Piširiš) Karkemis utolsó újhettita királya. Karkemisi forrásokban mint Szaszturasz fia szerepel, így valószínűleg nem az Asztiruvasz-ház tagja. Valamikor az i. e. 8. század második felében került az akkor már városnyi méretűvé zsugorodó Hatti Királyság élére. Már uralkodói címében sem nevezi magát Hatti királyának, mint elődei, csak Karkemis város urának. Neve először i. e. 738-ban tűnik fel III. Tukulti-apil-ésarra évkönyveiben. Trónra kerülésének módja ismeretlen, ő maga így ír róla:

„Naggyá tett engem Szasztu[rasz], a Nap áldotta herceg”

– Piszirisz, töredék

Uralkodása Asszíria elleni harcban telt. Asszíria ebben az időben minden erejével igyekezett kijutni a Földközi-tengerhez. Karkemis helyzete egyre reménytelenebbé vált, utoljára Szamal is asszír vazallus lett. Ezzel Karkemist már minden oldalról asszír területek vették körül, hadereje pedig nyilván nem volt túl nagy a kicsiny városállamnak. Ennek ellenére amikor az urartui király, I. Rusza az i. e. 720-as években szövetségre lépett Míta phrügiai királlyal, és sikeres hadjáratokat vezetett Asszíria ellen a Nyugat-Kaukázusban, Piszirisz is fellázadt. Közvetlenül Míta segítségére számított, de i. e. 717-ben II. Sarrukín a nyugati hadjárata során eltiporta Karkemist, és meg sem állt Szamalig, amelyet szintén annektált.
Piszirisz és egész családja asszír fogoly lett, asszír helytartó, Bél-emuranni követte, Karkemis területét pedig Asszíria Karkemis és Til-Turahi néven szervezte tartománnyá.